# Uptown Funk
UpTown Funk! – piosenka i singel brytyjskiego producenta Marka Ronsona z wokalnym udziałem amerykańskiego piosenkarza Bruno Marsa. W Polsce rozpoczęto promocję radiową piosenki od 17 listopada 2014. Utwór otrzymał nominacje do nagród Grammy w kategoriach: Nagranie Roku, Najlepsze Wykonanie Popowe w Duecie/Grupie, Najlepsze Zremiksowane Nagranie Nieklasyczne (Dave Audé Remix). Teledysk do piosenki został opublikowany 19 listopada 2014 w serwisie Vevo.

## Wersje coverowe
We wrześniu 2016 amerykańska piosenkarka Christina Aguilera wykonała utwór na łamach programu muzycznego Tracks, emitowanego przez telewizję Spike. Członkowie brytyjskiego zespołu popowego S Club 7 wykonywali "Uptown Funk" w trakcie trasy koncertowej Bring It All Back 2015.

## Lista utworów

### Wersja cyfrowa
Premiera: 10 listopada 2014
| 1. | "UpTown Funk!" | 3:57  |
|    |                |       |
|    |                | 03:57 |
|    |                |       |

### CD
Premiera: 9 stycznia 2015 [Columbia 88875061642 (Sony) / EAN 0888750616425]
| 1. | Mark Ronson feat. Bruno Mars - "UpTown Funk!" | 4:32  |
|    |                                               |       |
| 2. | Mark Ronson feat. Mystikal - "Feel Right"     | 3:43  |
|    |                                               |       |
|    |                                               | 08:15 |
|    |                                               |       |

### 12"
Premiera: 13 lutego 2015 [Columbia 88875069571 (Sony) / EAN 0888750695710]
| A. | "UpTown Funk!" (Radio Edit)                          | 4:30  |
|    |                                                      |       |
| B. | "Uptown Funk!" (BB Disco Dub Mix) Remixed by Benji B | 4:30  |
|    |                                                      |       |
|    |                                                      | 09:00 |
|    |                                                      |       |

### Trinidad James Remix
Premiera: 6 kwietnia 2015 (radio), 29 czerwca 2015 (digital)
| 1. | "UpTown Funk!" (Trinidad James Remix) [Explicit] | 3:57  |
|    |                                                  |       |
|    |                                                  | 03:57 |
|    |                                                  |       |

### Remixes
Premiera: 15 kwietnia 2015
| 1. | "UpTown Funk!"                      | 4:29  |
|    |                                     |       |
| 2. | "UpTown Funk!" (Dave Audé Remix)    | 3:57  |
|    |                                     |       |
| 3. | "UpTown Funk!" (Wideboys VIP Remix) | 3:16  |
|    |                                     |       |
| 4. | "UpTown Funk!" (Will Sparks Remix)  | 4:37  |
|    |                                     |       |
|    |                                     | 16:19 |
|    |                                     |       |

## Notowania

### Świat[7]
- Australia: 1
- Austria: 6
- Belgia: 1
- Dania: 2
- Finlandia: 5
- Francja: 1
- Hiszpania: 1
- Holandia: 2
- Niemcy: 3
- Norwegia: 6
- Nowa Zelandia: 1
- Szwajcaria: 2
- Szwecja: 8
- Włochy: 3

### Media polskie
- POPLista: 1[8]
- SLiP: 1[9]